# Friedrich Siegmund von Waldow

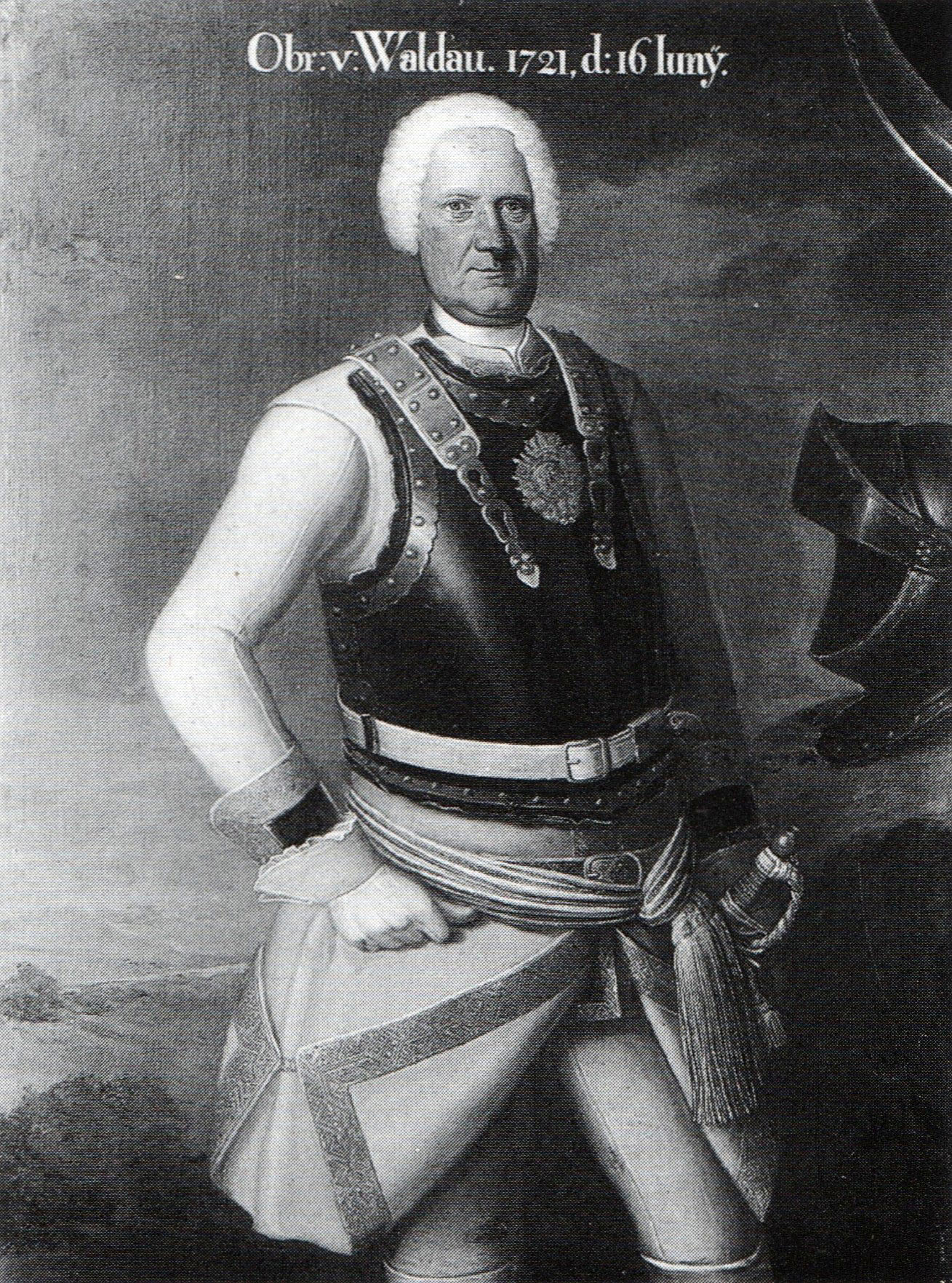
Friedrich Siegmund von Waldow

Friedrich Siegmund von Waldow, auch von Waldau, (* 1682 auf Mehrenthin; † 5. Januar 1743 ebenda) war königlich-preußischer Generalmajor, Chef des Kürassier-Regiments Nr. 8 und Erbherr auf Mehrenthin.

## Leben

### Herkunft
Er war der Sohn des brandenburgischen Rittmeisters Christian Sigismund von Waldow (1650–1707) und Katharina von Sydow (1651–1702). Auch sein Bruder Arnold Christoph von Waldow (1672–1743) war preußischer General.

### Militärlaufbahn
Er kämpfte etwa ab 1700 für die Schweden unter Karl XII. und nahm am Nordischen Krieg teil, so auch an der Schlacht bei Poltawa. 1710 wurde er schwedischer Major.
Friedrich Siegmund von Waldow wechselte aber dann am 15. November 1715 als Oberstleutnant in preußische Dienste, vermutlich warb ihn sein älterer Bruder an. Er kam zunächst in das Dragoner-Regiment Nr. 3 (Derflinger). Am 1. Oktober 1718 wurde er zum Kommandeur des Regiments ernannt, musste aber am 26. Oktober 1719 das Kommando wieder abgegeben. Am 16. Juli 1724 wurde er Oberst und am 1. Dezember 1724 wieder Kommandeur dieses Regiments. Waldow wurde am 26. Februar 1728 als Kommandeur in das Kürassier-Regiment Nr. 8 (Egel) versetzt. Am 15. Oktober 1734 wurde er Chef des Regiments und am 28. März 1737 wurde er zum Generalmajor ernannt. Obwohl er schon länger krank war, nahm er auch noch am Ersten Schlesischen Krieg teil. Zum 1. Juli 1742 erhielt er den erbetenen Abschied und verstarb wenige Monate später.

### Familie
Er war dreimal verheiratet. Seine erste Frau wurde 1715 Hedwig Katharina von Oppen (* 18. Februar 1694; † 28. April 1725). Das Paar hatte mehrere Kinder, darunter:
- Friedrich Wilhelm (* 7. Februar 1717; † 27. Mai 1762) ⚭ 1753 Henriette Louise von der Marwitz (* 6. März 1730; † 1. November 1806)
- Wilhelm Leopold (* 3. August 1718; † 6. Februar 1788) ⚭ Julie Wilhelmine von Waldow aus dem Haus Adamsdorf

Nach ihrem Tod heiratete er 1715 Helene von Güntersberg († 6. August 1733). Das Paar hatte folgende Kinder:
- Georg (* um 1726)
- Christian (* um 1728)
- Dorothee (* um 1730)

Im Jahr 1738 heiratete er Luise Magdalene von Bornstedt († 18. April 1764). Sie war die Witwe des Leutnants Georg Friedrich (III.) von Bismarck (1697–1737) mit dem hatte sie die Tochter Magarethe Hermine Auguste. Ihre Eltern waren der sächsische Generalmajor Heinrich Ehrenreichs von Bornstedt und dessen Ehefrau Maria Katharina von Schenck aus dem Haus Flechtingen.